# William Gayraud-Hirigoyen
William S. Gayraud-Hirigoyen (* 1. Mai 1898 in Laroque-Timbaut; † 9. Dezember 1962 in Paris) war ein französischer Rugby-Spieler, Skeleton- und Bobsportler.
William Gayraud-Hirigoyen war Ende der 1910er und Anfang der 1920er Jahre Rugby-Union-Spieler in Frankreich. Er spielte als Hakler für Stade Toulousain und SU Agen. 1919/20 nahm er am Five Nations teil. Er wurde in der Partie gegen Irland eingesetzt und schaffte einen Versuch. Später war er in den 1920er Jahren Funktionär im Rugby.
Seit der Mitte der 1920er Jahre betrieb Gayraud-Hirigoyen auch Skeleton und Bobsport. Seine größten Erfolge feierte er erst sehr spät in seiner Karriere gegen Ende der 1940er Jahre. Bei der Bob-Weltmeisterschaft 1947 in St. Moritz gewann er gemeinsam mit dem Piloten Achille Fould sowie Henri Evrot und Robert Dumont die Bronzemedaille im Viererbob-Wettbewerb. Bei den Olympischen Winterspielen 1948 in St. Moritz nahm Gayraud-Hirigoyen als Anschieber im Zweierbob-Wettbewerb mit dem Piloten Louis Saint-Calbre teil und wurde mit diesem 12. Im Skeleton-Wettbewerb stürzte er und beendete das Rennen nicht. National gewann er 1929 den französischen Meistertitel im Bobsport.